# Stevia (édulcorant)
Pour l’article homonyme, voir Stevia.
Stevia (/ˈstiːviə, ˈstɛviə/) est un substitut de sucre sucré qui est environ 50 à 300 fois plus sucré que le sucre. Il est extrait des feuilles de Stevia rebaudiana, une plante originaire du Paraguay et du Brésil, dans le sud de la forêt amazonienne. Les composés actifs de la stévia sont des glycosides de stéviol (principalement le stévioside et le rebaudioside). La stévia est stable à la chaleur et au pH et n'est pas fermentable.

## Histoire
En 1899, le botaniste suisse Moisés Santiago Bertoni, qui effectuait des recherches dans l'est du Paraguay, a décrit pour la première fois la plante et son goût sucré en détail. Les recherches sur le sujet ont été limitées jusqu'à ce que, en 1931, deux chimistes français isolent les glycosides qui donnent à la stévia son goût sucré.

### Réglementation précoce
Au cours des années 1990, la Food and Drug Administration (FDA) des États-Unis a reçu deux pétitions demandant que la stévia soit classée parmi les substances généralement reconnues comme sûres (GRAS), mais la FDA « n'était pas d'accord avec les conclusions détaillées dans les pétitions ». La stévia est restée interdite pour toutes ses utilisations jusqu'à la loi de 1994 sur les compléments alimentaires (Dietary Supplement Health and Education Act), après quoi la FDA a revu sa position et autorisé l'utilisation de la stévia comme complément alimentaire, mais toujours pas comme additif alimentaire. En 1999, à la suite d'études préliminaires, la Commission européenne a interdit l'utilisation de la stévia dans les produits alimentaires au sein de l'Union européenne, dans l'attente de recherches supplémentaires. En 2006 et 2016, les données de recherche compilées dans les évaluations de sécurité publiées par l'Organisation mondiale de la santé n'ont révélé aucun effet indésirable,,.
En décembre 2008, la FDA a accordé le statut GRAS à Truvia et PureVia, qui utilisent tous deux du rebaudioside A dérivé de la plante Stevia rebaudiana,,. Cependant, la FDA a déclaré que ces produits n'étaient pas de la stévia, mais un extrait de stévia rebaudiana hautement purifié. En 2015, la FDA considérait toujours la stévia comme « un additif alimentaire non approuvé » et déclarait qu'elle « n'a pas été affirmée comme GRAS aux États-Unis en raison d'informations toxicologiques inadéquates ». En juin 2016, le service des douanes et de la protection des frontières des États-Unis a émis un ordre de détention pour des produits à base de stévia fabriqués en Chine, sur la base d'informations selon lesquelles ces produits étaient fabriqués en recourant à la main-d'œuvre carcérale. Certains extraits de glycosides de stévia de haute pureté ont été généralement reconnus comme sûrs (GRAS) et peuvent être légalement commercialisés et ajoutés à des produits alimentaires.

### Usage commercial
L'utilisation de la stévia comme édulcorant a commencé au Japon,, avec l'extrait aqueux des feuilles produisant des stéviosides purifiés développés comme édulcorants. La société japonaise Morita Kagaku Kogyo affirme avoir été la première, en 1971, à commercialiser la production d'édulcorants à base de stévia.
Au milieu des années 1980, la stévia était couramment utilisée dans les industries américaines des aliments naturels et de la santé, en tant qu'édulcorant naturel non calorique pour les thés et les mélanges amaigrissants. Les fabricants de l'édulcorant de synthèse NutraSweet (à l'époque Monsanto) ont demandé à la FDA d'exiger des tests sur les extraits de stévia. En 2007, la Coca-Cola Company a annoncé son intention d'obtenir l'autorisation d'utiliser son édulcorant dérivé de la stévia, Rebiana, comme additif alimentaire aux États-Unis d'ici 2009, ainsi que son intention de commercialiser des produits édulcorés au Rebiana dans 12 pays qui autorisent l'utilisation de la stévia en tant qu'additif alimentaire,.
En mai 2008, Coca-Cola et Cargill ont annoncé la disponibilité de Truvia, un édulcorant de marque Stevia destiné aux consommateurs et contenant de l'érythritol et du rebiana,, que la FDA a autorisé comme additif alimentaire en décembre 2008. Coca-Cola a annoncé son intention de commercialiser des boissons édulcorées à la stévia à la fin du mois de décembre 2008. Depuis 2013, Coca-Cola Life, qui contient de la stévia comme édulcorant, a été lancé dans plusieurs pays du monde.
Peu après, PepsiCo et Pure Circle ont annoncé PureVia, leur marque d'édulcorant à base de stévia, mais ont différé la mise sur le marché de boissons édulcorées avec du rebaudioside A jusqu'à la réception de la confirmation de la FDA. Depuis que la FDA a autorisé Truvia et PureVia, Coca-Cola Company et PepsiCo ont lancé des produits contenant leurs nouveaux édulcorants.

## Extraits industriels
Le rebaudioside A est le moins amer de tous les glycosides de stéviol de la plante Stevia rebaudiana. Pour produire commercialement des glycosides de stéviol, les plantes de Stevia rebaudiana sont séchées et soumises à un processus d'extraction à l'eau chaude. Cet extrait brut contient environ 50 % de rébaudioside A. Les différents glycosides sont séparés et purifiés par des techniques de cristallisation, généralement à l'aide d'éthanol ou de méthanol comme solvant. L'extrait sec contient au moins 95% de glycosides de stéviol,.
Les extraits et dérivés de Stevia rebaudiana sont produits industriellement et commercialisés sous différents noms commerciaux.
- Rebiana est le nom abrégé de l'extrait de Stevia, le rebaudioside A[30].
- Truvia est la marque d'un édulcorant à base d'érythritol et de rebiana fabriqué par Cargill et développé conjointement avec la Coca-Cola Company[31].
- PureVia est la marque de rebiana de PepsiCo[27].
- EverSweet, découvert et développé par Evolva[32], et fabriqué conjointement par Cargill et DSM[33],[34].

## Mécanisme d'action
Les glycosides sont des molécules qui contiennent des résidus de glucose liés à d'autres substances non sucrées appelées aglycones (les molécules contenant d'autres sucres sont des polysaccharides). Des expériences préliminaires ont permis de déduire que les récepteurs gustatifs de la langue réagissent aux glycosides et transmettent la sensation de goût sucré et l'arrière-goût amer persistant par l'activation directe des récepteurs du sucré et de l'amer.
Selon la recherche fondamentale, les glycosides de stéviol et le stéviol interagissent avec un canal protéique appelé TRPM5, potentialisant le signal des récepteurs du sucré ou de l'amer, amplifiant le goût d'autres substances sucrées, amères et umami. L'effet synergique des glycosides sur le récepteur du sucré et le TRPM5 explique la sensation de sucré. Certains glycosides de stéviol (rébaudioside A) sont perçus plus sucrés que d'autres (stévioside).
Le stéviol est transformé par la microflore intestinale et est également absorbé dans la circulation sanguine, puis métabolisé par le foie en stéviol glucuronide et plusieurs autres métabolites, avant d'être excrété dans l'urine.
Une carte tridimensionnelle des protéines produites par la plante stévia, montrant les structures cristallines qui produisent à la fois la sensation de douceur et l'arrière-goût amer de l'édulcorant, a été publiée en 2019.